# Psaphida thaxteriana
Psaphida thaxteriana är en fjärilsart som beskrevs av Augustus Radcliffe Grote 1874. Psaphida thaxteriana ingår i släktet Psaphida och familjen nattflyn. Inga underarter finns listade i Catalogue of Life.